# Can't Swim
Can't Swim — американський рок-гурт з Кінсбурга, Нью-Джерсі.

## Історія
Can't Swim підписали контракт з Pure Noise Records у грудні 2015 року. Після підписання контракту Can't Swim випустили перший мініальбом через кілька місяців у 2016 році під назвою Death Deserves a Name. У лютому 2017 року гурт оголосив про плани випустити дебютний студійний альбом. Альбом Fail You Again вийшов 10 березня 2017 року.
4 жовтня 2018 року гурт випустив сингл (з супровідним відеокліпом) під назвою «My Queen». Вони також випустили альбом під назвою This Too Won't Pass 16 листопада 2018 року.
11 жовтня 2019 Can't Swim випустили мініальбом під назвою Foreign Language. Цей мініальбом вирізняється абсолютно новим мистецьким спрямуванням та більш важким звучанням, ніж попередні релізи.
6 травня 2020 року Can't Swim випустили мініальбом із 4 пісень під назвою When the Dust Settles, до якого увійшли нові аранжування треків з попередніх релізів.
4 грудня 2020 року Can't Swim випустили четвертий мініальбом Someone Who Isn't Me, що представляє ще один новий мистецький напрямок з більш електронним звучанням, ніж попередні релізи.
22 жовтня 2021 року Can't Swim випустили третій альбом Change of Plans, який став поворотним моментом у кар'єрі гурту, адже об'єднав усі елементи з попередніх релізів в єдине звучання.
3 березня 2023 року Can't Swim випустили четвертий альбом Thanks but No Thanks.

## Склад гурту

### Поточний склад
- Кріс ЛоПорто — ведучий вокал (2015–дотепер)
- Грег МакДевітт — бас-гітара, бек-вокал (2015–дотепер)
- Денні Ріко — гітара, бек-вокал (2017–дотепер), ударні (2015–2017)
- Блейк Геймел — ударні (2021–дотепер)

### Колишні учасники
- Андреа Морган — ударні (2017–2018)
- Майкл Січел — ударні (2018–2021)
- Майк «Чез» Санчес — гітара (2015–2023)

## Дискографія
Студійні альбоми
- Fail You Again (2017)
- This Too Won't Pass (2018)
- Change of Plans (2021)
- Thanks but No Thanks (2023)

Мініальбоми
- Death Deserves a Name (2016)
- Foreign Language (2019)
- When the Dust Settles (2020)
- Someone Who Isn't Me (2020)